# Ivan Radeljić
Ivan Radeljić, född 14 september 1980 i Imotski i Jugoslavien (nuvarande Kroatien), är en bosnisk före detta fotbollsspelare.